# Mongsit
Mongsit (birmà Maingseik) era un petit estat de l'estat dels Estats Shan (Myanmar).
Té una superfície de 487 km². És a l'oest de Mongnai. La capital és Mongsit. L'estat és una plana ben regada d'uns 25 km de llarg on es cultiva l'arròs. La població és shan amb minories Taungthu i Yin.